# فالیسائو
فالیسائو (به انگلیسی: Faleasao) یک منطقهٔ مسکونی در ایالات متحده آمریکا است که در ساموآی آمریکا واقع شده‌است. فالیسائو ۱۱٫۵۳ کیلومتر مربع مساحت و ۱۳۵ نفر جمعیت دارد.